# Okselgeur
Okselgeur bestaat vooral uit boterzuur oftewel butaanzuur, dat wordt uitgescheiden door huidbacteriën. Die zetten de bijna geurloze vetzuren uit talg (sebum) en huidschilfers om in boterzuur en in capronzuur en thiolen. Bij de mens zitten de zweetklieren in de haarzakjes. Zweet van de gewone exocriene klieren ruikt maar lichtjes naar orthocresol en paracresol, ontsmettende stoffen. Onder de oksels zijn er ook apocriene zweetklieren, die in de puberteit beginnen te werken en kleine hoeveelheden sterk ruikend feromoon produceren.
Zie zweten. 
De oksel is de warmste plaats van de huid. Okselbeharing houdt de geur vast.
Hoewel een lichte lichaamsgeur normaal en zelfs prettig kan zijn, wordt lichaamsgeur, tegenwoordig nog meer dan vroeger, beschamend gevonden. In het algemeen leed men vroeger in stilte, of probeerde huismiddeltjes. Tegenwoordig zijn er, naast de dermatologen ook internetfora voor mensen die last hebben van zweet of geurtjes en voor mensen die daar bang voor zijn.
Boterzuur zit overigens in minuscule hoeveelheden overal op de huid van mens en dier. Speurhonden ruiken dit gemakkelijk. Boterzuur zit ook in kaas. Daardoor is te begrijpen dat de oksels bij bepaalde aandoeningen naar belegen kaas kunnen ruiken. 
Mensen met een normale hygiëne en goede gezondheid hebben geen onaangename okselgeur, omdat de huid gekoloniseerd is met "goede" bacteriën die ongewenste bacteriën geen kans laten. Deodorants, letterlijk ontgeurders (odor=geur) zijn daarom voor de meeste mensen overbodig. Huidartsen ontraden dan ook het langdurig gebruik van sterk antibacteriële deodorants en antiseptica zoals alcoholhoudende deodorants, omdat die de gewenste bacteriën doden en zo de baan vrijmaken voor kolonisatie door ongewenste bacteriën. Overmatig gebruik van zeep en in mindere mate ook alcohol verwijderen het dunne, beschermende vetlaagje van talg op de huid, zodat bacteriën in de huidporiën kunnen dringen.